# 2446 Lunacharsky
A 2446 Lunacharsky (ideiglenes jelöléssel 1971 TS2) a Naprendszer kisbolygóövében található aszteroida. Ljudmila Ivanovna Csernih fedezte fel 1971. október 14-én.